# رود سیگ
رود سیگ رودی است به راین می‌ریزد. این رود از کشور آلمان می‌گذرد.